# Dimorphocalyx australiensis
Dimorphocalyx australiensis är en törelväxtart som beskrevs av Cyril Tenison White. Dimorphocalyx australiensis ingår i släktet Dimorphocalyx och familjen törelväxter. Inga underarter finns listade i Catalogue of Life.